# Domingo Tejera
Pour les articles homonymes, voir Tejera.
Ne doit pas être confondu avec Domingo Tejero Pérez.
Domingo Tejera (né le 22 juillet 1899 à Montevideo et mort le 30 juin 1969) était un footballeur international uruguayen médaillé olympique en 1928 et champion du monde en 1930.

## Biographie
En tant que défenseur, Domingo Tejera fut international uruguayen de 1922 à 1932, à 20 reprises pour aucun but inscrit. 
Il participa à quatre éditions de la Copa América (1920, 1922, 1926 et 1927), remportant celles de 1920 et 1927. Il fit partie des joueurs sélectionnés pour les JO 1928, mais il ne joua aucun match. Il remporta néanmoins la médaille d'or. Il participa à la Coupe du monde de football de 1930, à domicile, et ne fit que le premier match contre le Pérou. Il remporta le tournoi.
Il fit toute sa carrière avec le Montevideo Wanderers FC, de 1920 à 1932, remportant une D1 uruguayenne en 1931.

## Palmarès
- Copa América
  - Vainqueur en 1920 et en 1927
  - Finaliste en 1926
- Jeux olympiques
  - Médaille d'or en 1928
- Coupe du monde de football
  - Vainqueur en 1930
- Championnat d'Uruguay de football
  - Champion en 1931
  - Vice-champion en 1922